# Krobia xinguensis
Krobia xinguensis ist ein Süßwasserfisch in der Familie der Buntbarsche (Cichlidae) der im südöstlichen Amazonasbecken im Einzugsbereich des Rio Xingu und in seinem Quellgebiet im Bundesstaat Mato Grosso in Brasilien vorkommt. Die Art wurde im Jahr 2012 zum ersten Mal wissenschaftlich beschrieben und war vorher unter Aquarianern unter der Bezeichnung Krobia “Red cheek” bekannt.

## Merkmale
Krobia xinguensis wird etwa 8,5 cm lang und hat einen hochrückigen, in Seitenansicht ovalen Körper. Der hintere Rumpf oberhalb der Afterflosse ist stark abgeflacht. Kopf und Schnauze sind kurz. Vom Maul an steigt das Kopfprofil steil an und biegt sich dann oberhalb der Augen deutlich nach hinten. Die Augen sind groß; ihr Durchmesser ist größer als die Länge des Mauls. Die Maxillare reicht bis unter den Vorderrand der Augen, das Kiefergelenk liegt unterhalb des Mittelpunktes der Augen. Die Lippen sind schmal. Beide Kiefer sind mit relativ stumpfen, geraden oder leicht gebogenen Zähnen besetzt, wobei die Zähne der inneren Zahnreihen kleiner sind als die der äußeren. Der Schwanzstiel ist auffallend kurz und höher als bei anderen Krobia-Arten. Die Schwanzflosse ist abgerundet. Die weichstrahligen Abschnitte von Rücken- und Afterflosse sowie Brust- und Bauchflossen sind zugespitzt.
- Flossenformel: Dorsale XIV/8–11, Anale III/7–8, Pectorale 12–14
- Schuppenformel: SL 14–16/6–9

Die Grundfarbe von Krobia xinguensis ist weißlich, hellgrau oder hell gelbbraun. Auf den Körperseiten liegen sieben, nur undeutlich sichtbare Querstreifen. Die Oberlippe, Teile der Wangen, der vordere und der hintere Rand des Kiemendeckels und die Basis der Brustflosse sind rot oder orange. Auch die Basis von zahlreichen Schuppen auf den Körperseiten sind rot oder orange. Zwischen den Augen liegen zwei dunkle Streifen.

## Lebensraum
Über den natürlichen Lebensraum von Krobia xinguensis gibt es nur wenige Angaben.  Unter anderem wurde die Art in kleinen Seen und in klaren Bächen mit steinigem Grund, einer reichhaltigen Vegetation und einer üppigen Wirbellosenfauna gefunden.

## Belege
1. 1 2 3 4  Sven Kullander: Krobia xinguensis, a new species of cichlid fish from the Xingu River drainage in Brazil (Teleostei: Cichlidae). Zootaxa 3197: 43–54 (2012), PDF